# Хејпвил (Џорџија)
Хејпвил (Џорџија) (енгл. Hapeville) град је у америчкој савезној држави Џорџија. По попису становништва из 2010. у њему је живело 6.373 становника.

## Демографија
Према попису становништва из 2010. у граду је живело 6.373 становника, што је 193 (3,1%) становника више него 2000. године.
| Група             | 2000.         | 2010.         |
| Белци             | 2.597 (42,0%) | 1.843 (28,9%) |
| Афроамериканци    | 1.641 (26,6%) | 1.837 (28,8%) |
| Азијати           | 544 (8,8%)    | 366 (5,7%)    |
| Хиспаноамериканци | 1.348 (21,8%) | 2.240 (35,1%) |
| Укупно            | 6.180         | 6.373         |